# Thyrophylacidae
Famille
Synonymes
- Thyrophylaxidae

Les Thyrophylacidae sont une famille de Ciliés de la classe des Oligohymenophorea et de l'ordre des Philasterida.

## Étymologie
Le nom de la famille vient du genre type Thyrophylax, composé des mots grecs θυρο / thyro, « porte », et φύλαξ / fylax, « gardien ».

## Description
Les Thyrophylacidae ont une taille large (> 200 µm). Leur forme est ovoïde, comprimée latéralement, avec une suture antérodorsale proéminente et une minuscule projection caudale. Ils vivent en natation libre. Leur ciliation somatique est holotriche (c. à dire homogène), dense. Leur région buccale est constituée d'une grande cavité buccale profonde avec des cinétides somatiques tapissant la paroi droite et un grand polycinétide oral 2 tapissant toute la paroi gauche. Leur macronoyau est ellipsoïde à ellipsoïde allongé. On y observe de nombreux  micronoyaux, de multiples vacuoles contractiles et un cytoprocte. Ils sont carnivores vis à vis des autres ciliés.

## Habitat
Les Thyrophylacidae vivent en eau de mer sous forme d'endocommensaux dans les intestins des échinides. Ils n'ont, jusqu'à présent (2010), été observés que dans l'océan Pacifique.

## Liste des genres
Selon GBIF (2 mars 2024) et Lynn (2010) :
- Plagiopyliella Poljanskij, 1951
  - Espèce type : Plagiopyliella pacifica Poljanskij, 1951
- Thyrophylax Berger, 1961 genre type
  - Espèce type : Thyrophylax vorax Berger, 1961

## Systématique
Le nom valide de ce taxon est Thyrophylacidae Berger in Corliss, 1961.